# Maurizio Poncet
Maurizio Poncet (Torino, 13 giugno 1957) è un dirigente sportivo, ex sciatore alpino e allenatore di sci alpino italiano.

## Biografia
Specialista delle prove tecniche, Poncet fece parte della nazionale italiana dal 1976 al 1981; in carriera ottenne il titolo nazionale nello slalom gigante nel 1979 e diversi podi in Coppa Europa, tra i quali due vittorie in slalom speciale nella stagione 1979-1980 a Škofja Loka e a Jahorina. Gareggiò anche in Coppa del Mondo, ottenendo come miglior risultato un 13º posto in slalom speciale a Kranjska Gora; non prese parte a rassegne olimpiche né ottenne piazzamenti ai Campionati mondiali. Dopo il ritiro è divenuto allenatore nei quadri della Federazione italiana sport invernali (1985-1991) e dello Sci Club Sestriere (1991-1995), direttore di gara delle competizioni femminili dei Mondiali di Sestriere 1997 e direttore dello Sci Club Sestriere (dal 1995).

## Palmarès

### Coppa Europa
- Alcuni podi[1]:
  - 2 vittorie

#### Coppa Europa - vittorie
| Stagione | Località    | Paese      | Specialità |
| -------- | ----------- | ---------- | ---------- |
| 1980     | Škofja Loka | Jugoslavia | SL         |
| 1980     | Jahorina    | Jugoslavia | SL         |

Legenda:

SL = slalom speciale

### Campionati italiani
- 1 medaglia[2]:
  - 1 oro (slalom gigante nel 1979)